# Gopiganj
Gopiganj è una suddivisione dell'India, classificata come municipal board, di 17.938 abitanti, situata nel distretto di Sant Ravidas Nagar, nello stato federato dell'Uttar Pradesh. 